# 稲荷神社 (八潮市古新田)
稲荷神社（いなりじんじゃ）は、埼玉県八潮市の神社。

## 歴史
創建年代は不明である。ただ1627年（寛永4年）に大瀬村から分村していることから、その頃に創建されたものと推測される。「古新田の草分け六軒」と呼ばれる分村時の6家によって祀られたものとみられる。隣の福蔵院が別当寺であった。
1871年（明治4年）、近代社格制度に基づく「村社」に列せられ、1909年（明治42年）の神社合祀により、周辺の神社が合祀された。しかし、そのうちの一つ「稲荷社」は、合祀後に病気になる氏子が相次いだことから、元の地に戻されている。

## 交通アクセス
- 八潮駅より徒歩20分。